# Encore (album Anthony’ego B)
Encore – dwudziesty trzeci album studyjny Anthony’ego B, jamajskiego wykonawcy muzyki reggae i dancehall.
Płyta została wydana 16 listopada 2010 roku przez niewielką wytwórnię Truck Back Records.

## Lista utworów
1. "Don't Worry"
2. "Run Dem Out Ya"
3. "Rumors Spreading"
4. "Say A Prayer"
5. "Hard Eed"
6. "Jah Jah A Mi Guide"
7. "Love Justice"
8. "What Would You Do"
9. "Put It Pon Har"
10. "No Boy Caan Dis"
11. "Girls Dem Love We"
12. "Violate"
13. "Position"
14. "Tight"
15. "Hustlin"
16. "Do What You Want"
17. "Free Up The General"